# Plunderphonics
Genres dérivés
Hantologie, vaporwave
Le plunderphonics est un genre musical dans lequel les morceaux sont construits en samplant des œuvres musicales reconnaissables. Le terme est inventé par le compositeur John Oswald en 1985 dans son essai Plunderphonics, or Audio Piracy as a Compositional Prerogative, puis explicitement défini dans les notes de pochette de son album Grayfolded. Plunderphonics est une forme de collage sonore. Oswald l'a décrite comme une pratique référentielle et consciente d'elle-même qui interroge les notions d'originalité et d'identité.

## Histoire
Selon Chris Cutler, « ce n'est qu'en 1961 qu'une exposition sans équivoque des techniques de plunderphonic apparaît dans le célèbre Collage No. 1 (Blue Suede) de James Tenney, une manipulation du tube d'Elvis Presley Blue Suede Shoes. Tenney s'était emparé d'une œuvre « non artistique », de bas étage, et l'avait transformée en « art » ; non pas comme dans le cas d'une partition en écrivant des variations sur un air populaire, mais simplement en soumettant un disque de gramophone à diverses procédures physiques et électriques. » Selon Oswald, « la différence avec Blue Suede est la manière dont il a audacieusement utilisé un enregistrement existant et très reconnaissable d'une autre œuvre musicale. Cette appropriation flagrante a ouvert la voie à la découverte, pour moi-même et beaucoup d'autres, d'un océan d'échantillonnage et de plunderphonics au cours des décennies suivantes. »
En France, Jean-Jacques Birgé travaille sur des radiophonies depuis 1974 (pour son film La Nuit du phoque), capturant la radio et éditant les échantillons en temps réel avec le bouton pause d'une radiocassette. Son groupe Un drame musical instantané enregistre Crimes parfaits sur le LP À travail égal salaire égal en 1981, expliquant l'ensemble du processus dans le morceau lui-même et l'appelant « paysage sonore social ».

## Travaux notables
DJ Shadow est souvent considéré comme une figure centrale de la plunderphonics à partir de son album Endtroducing..... sorti en 1996 , et son travail a été utilisé de manière séminale par les partisans ultérieurs,,,.
Parmi les autres DJ notables, citons Mr Scruff (Andy Carthy). Son tube Get a Move On!, tiré de son album Keep It Unreal sorti en 1999, est construit autour de Bird's Lament (In Memory of Charlie Parker) de Moondog, et est utilisé dans plusieurs publicités, allant des automobiles Lincoln et Volvo à France Télécom et à l'assurance GEICO. La chanson a également samplé des voix de Hypin' Woman Blues de T-Bone Walker, et contient des échantillons de la chanson That's the Blues de Rubberlegs Williams. The Avalanches sont également considérés comme des artistes précurseurs du genre, en particulier avec leur album Since I Left You, sorti en 2000,,,, qui est considéré comme une œuvre charnière importante,,.